# علوم قانونی
علوم قانونی(به انگلیسی: Forensic science) به معنای به‌کارگیری علوم مختلف به ویژه پزشکی و زیست‌شناسی در قوانین جنایی و مدنی است که عمدتاً در موارد جنایی در حین تحقیقات جنایی و بر اساس استانداردهای قانونی مرتبط با شواهد و پرونده‌های کیفری مورد استفاده قرار می‌گیرد.
دانشمندان علوم قانونی در طول تحقیقات خود به جمع‌آوری، حفظ و تجزیه و تحلیل شواهد علمی اقدام می‌کنند. درحالی که برخی از دانشمندان علوم قانونی به‌منظور جمع‌آوری شواهد به صحنه جرم می‌روند، گروهی دیگر نقش کارشناسان آزمایشگاهی را به‌عهده می‌گیرند و به تجزیه و تحلیل اشیائی که توسط افراد دیگر به آن‌ها داده می‌شود می‌پردازند.
دانشمندان علوم قانونی علاوه بر نقش کارشناس آزمایشگاهی، به‌عنوان شاهد متخصص در پرونده‌های جنایی و مدنی شهادت می‌دهند و می‌توانند برای دادستانی یا وکیل مدافع نیز کار کنند. درحالی‌که هر رشته‌ای در عمل می‌تواند علم قضایی باشد، حوزه‌های خاصی در طول زمان به‌وجود آمده است که بیشترین ارتباط را با علوم قانونی دارند. دانش قضایی ترکیبی از دو واژه لاتین مختلف است: forensis و science. واژه forensis به معنای قانونی، مربوط به بحث یا آزمون انجام‌شده در معرض عموم است. از آن‌جایی که محاکمه‌ها در زمان قدیم عمومی برگزار می‌شد، مباحث قضاوتی به دنبال داشت. اصطلاح علوم قانونی می‌تواند به عنوان استفاده از روش‌های علمی و فرایندهای حل مسئله در حوزه جرم شناخته شود.

## ریشه‌شناسی
اصطلاح علوم قانونی از واژه لاتین forensis به معنای «از یا قبل از انجمن» می‌آید. تاریخ این اصطلاح ناشی از دوره امپراتوری روم است که طی آن اتهام جنایی به معنای ارائه پرونده در برابر گروهی از افراد عمومی در یک انجمن بود. هر دو شخص متهم به جرم و شاکی به صحبت در خصوص دعوا می‌پرداختند. نتیجه دادگاه به نفع فردی بود که به بهترین شکل استدلال و بیان می‌کرد.

## تاریخ

### ریشه‌های علوم قانونی و روش‌های اولیه
جهان باستان فاقد رویه‌های قانونی استانداردی بود که بتوانند به مجرمان در فرار از مجازات کمک کند. تحقیقات و محاکمات جنایی به شدت به اعترافات اجباری و شهادت شاهدان وابسته بود. با این حال، در منابع تاریخی شواهدی از روشهایی دیده می‌شود که در قرنهای بعد به عنوان روشهای پزشکی قضایی مورد توجه قرار گرفتند.
اولین نوشته کتبی از استفاده از طب و حشره‌شناسی برای حل پرونده‌های جنایی به کتاب <i id="mwMQ">Xi Yuan Lu</i> (ترجمه شده به عنوان شستشوی دوران) نوشته شده در چین توسط Song Ci (宋 宋، ۱۱۸۶–۱۲۴۹) در سال ۱۲۴۸ در زمان سلسله سونگ بر می‌گردد که مدیر محکمه، زندان و نظارت بود. Gunhegarancha Kardankal (اسراف مجرمان، انتشارات لوتوس Pvt. Ltd.) نوشته دکتر Vasudha Apte (استاد و دانشمند - پزشکی قانونی، هند) که به زبان مراتی نوشته شده حاوی اطلاعات در مورد ۱۳۰ روش مختلف برای تحقیقات قانونی است.

### توسعه علوم قانونی

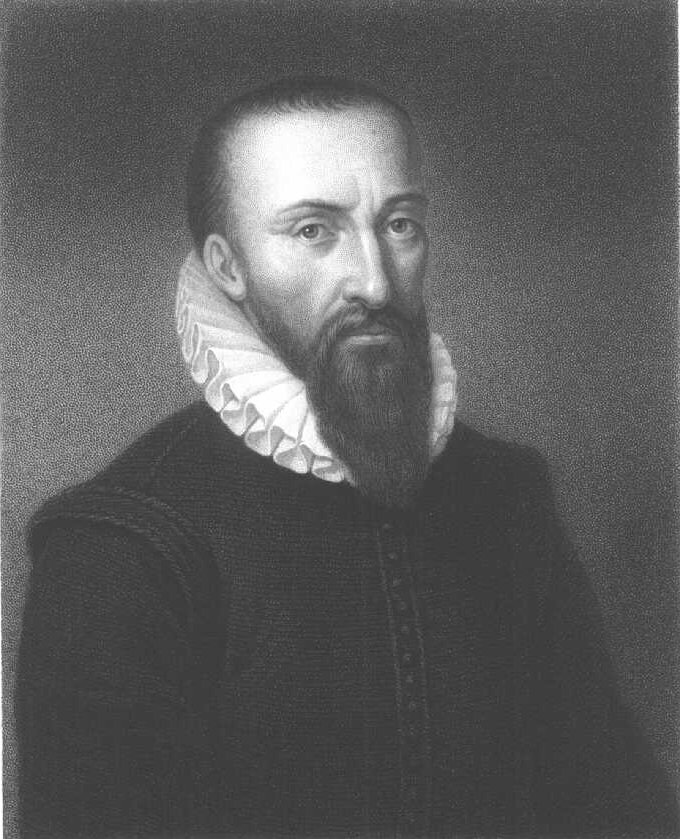
جراحی‌های آمبروز پاره در طول قرن‌های بعد، زمینه‌سازی برای توسعه تکنیک‌های پزشکی قانونی ایجاد کرد.

در قرن شانزدهم در اروپا، پزشکان در مجموعه‌های ارتش و دانشگاه شروع به جمع‌آوری اطلاعات در مورد علت و نحوه مرگ کردند. آمبروز پاره، یک جراح ارتش فرانسوی بود که به‌طور سیستماتیک اثرات مرگبار خشونت را بر اندام‌های داخلی مطالعه کرد. دو جراح ایتالیایی، Fortunato Fidelis و Paolo Zacchia، پایه و اساس آسیب‌شناسی مدرن را با مطالعه تغییراتی که در ساختار بدن به عنوان نتیجه بیماری به وجود آمد، ایجاد کردند. در اواخر قرن ۱۸، نوشته‌های این موضوعات شروع به ظهور کردند که شامل یک رساله در مورد پزشکی قانونی و بهداشت عمومی توسط پزشک فرانسوی Francois Immanuele Fodreé و سیستم کامل پزشکی پلیس توسط متخصص پزشکی آلمان یوهان پتر فرانک می‌شدند.
همان‌طور که ارزش‌های عقلانی عصر روشنگری به‌طور فزاینده ای در جامعه قرن هجدهم نفوذ می‌کرد، تحقیقات جنایی به روش مبتنی بر شواهد و روش عقلایی تبدیل شد - استفاده از شکنجه برای اعمال اعتراف محدود شد و اعتقاد به جادوگری و سایر قدرت‌های غیبی برای تأثیرگذاری بر تصمیمات دادگاه، عمدتاً متوقف شدند. دو مثال از علم پزشکی قانونی انگلیسی در پرونده‌های حقوقی فردی نشان دهنده استفاده روزافزون منطق و روال در تحقیقات جنایی در آن زمان است. در سال ۱۷۸۴، در لنکستر، جان تامس برای قتل ادوارد کالشو با یک تپانچه محاکمه و محکوم شد. هنگامی که جسد Culshaw مورد بررسی قرار گرفت، یک گلوله کاغذ (کاغذ خرد شده برای محافظت از پودر و توپ در پوزه) در سر مقتول یافت شد که با روزنامه پاره شده در جیب تامس، مطابقت داشت و که منجر به پذیرش مجرم بودن او شد.
در سال ۱۸۱۶ کارگر مزرعه ای در شهر واریک محاکمه و محکوم به قتل خدمتکاری جوان شد. او در یک استخر کم عمق غرق شده بود و علامت‌های حمله خشونت‌آمیز داشت. پلیس پدیده‌ها و علائمی از پارچه‌های مخملی را با یک پچ دوخته شده در زمین مرطوب در نزدیکی استخر پیدا کرد. دانه‌های پراکنده گندم و فلفل هم وجود داشت. شلوار یک کارگر مزرعه ای که گندم نان کوبیده بود، مورد بررسی قرار گرفت و دقیقاً با نشانه‌های یافته شده در زمین نزدیکی استخر مطابقت داشت.

### سم‌شناسی و مسیر حرکت گلوله
یک روش برای شناسایی اکسید آرسنیک (آرسنیک ساده) در جسد در سال ۱۷۷۳ توسط شیمیدان سوئدی، کارل ویلهلم شیل معرفی شد. کار او در سال ۱۸۰۶ توسط والنتین راس Valentin Ross شیمیدان آلمانی که یادگرفت که سم را در دیواره‌های معده قربانی پیدا کند، شناسانده شد.

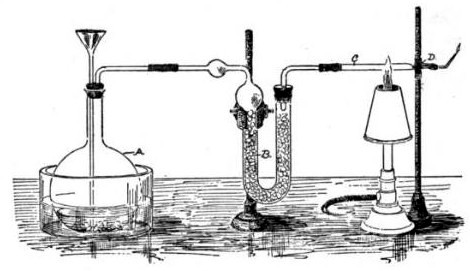
دستگاهی برای آزمایش آرسنیک، طراحی‌شده توسط جیمز مارش.

جیمز مارش اولین کسی بود که این علم جدید را در علوم قانونی به کار برد او توسط دادستانی در دادگاه قتلی در سال ۱۸۳۲ فراخوانده شد تا به عنوان یک شیمیدان شهادت دهد. متهم، جان بول، متهم به مسموم کردن پدربزرگش با قهوه با آرسنیک بود. مارش آزمایش استاندارد را با مخلوط کردن یک نمونه مشکوک با سولفید هیدروژن و اسید هیدروکلریک انجام داد. او توانست آرسنیک را به عنوان تری سولفید آرسنیک زرد تشخیص دهد.

### آنتروپومتری

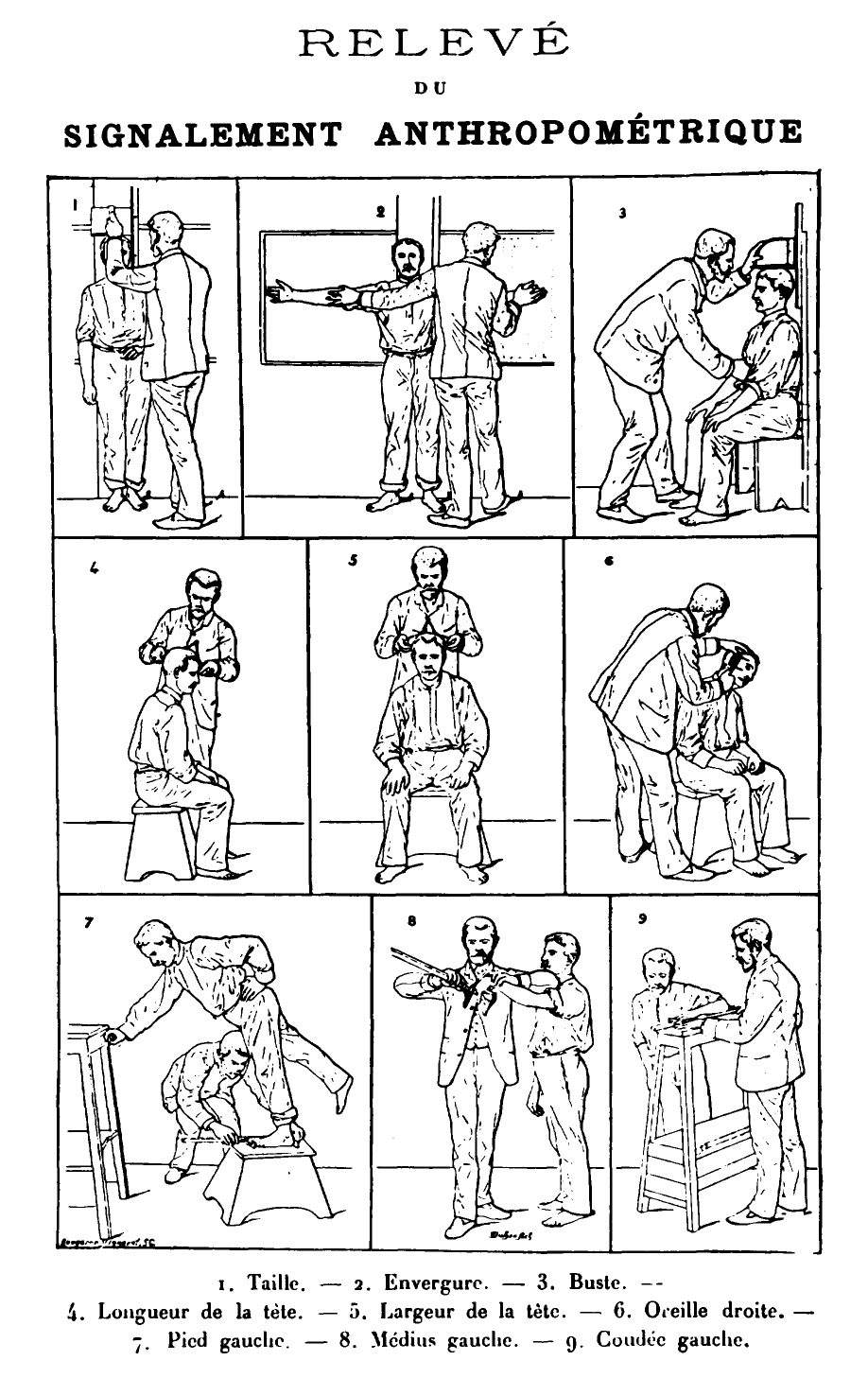
صفحه‌ای از کتابی از برتیلون (۱۸۹۳)، که اندازه‌گیری مورد نیاز برای سیستم شناسایی آنتروپومتری را نشان می‌دهد.

افسر پلیس فرانسوی برتیلون اولین کسی بود که تکنیک انسان‌شناسی آنتروپومتری را در اجرای قانون اعمال می‌کرد و بدین ترتیب یک سیستم شناسایی بر مبنای اندازه‌گیری‌های فیزیکی ایجاد کرد. قبل از آن زمان، جنایتکاران تنها می‌توانستند با نام یا عکس شناسایی شوند. او در سالهای دهه ۱۸۷۰ از روش های ad hoc که برای شناسایی مجرمان دستگیر شده در فرانسه استفاده می‌کردند ناراضی بود و کار خود را در زمینه ایجاد یک سیستم قابل اعتماد برای سنجش از نوع انسان انجام داد.

### اثر انگشت
سر ویلیام هرشل یکی از نخستین کسانی بود که از استفاده از اثر انگشت در شناسایی مظنونان جنایتکار حمایت کرد. او وقتی که برای خدمات مدنی هند مشغول به کار بود، شروع به استفاده از علامت‌های اسکن شده در اسناد به عنوان یک اقدام امنیتی برای جلوگیری از انحلال امضاها در سال ۱۸۵۸کرد.

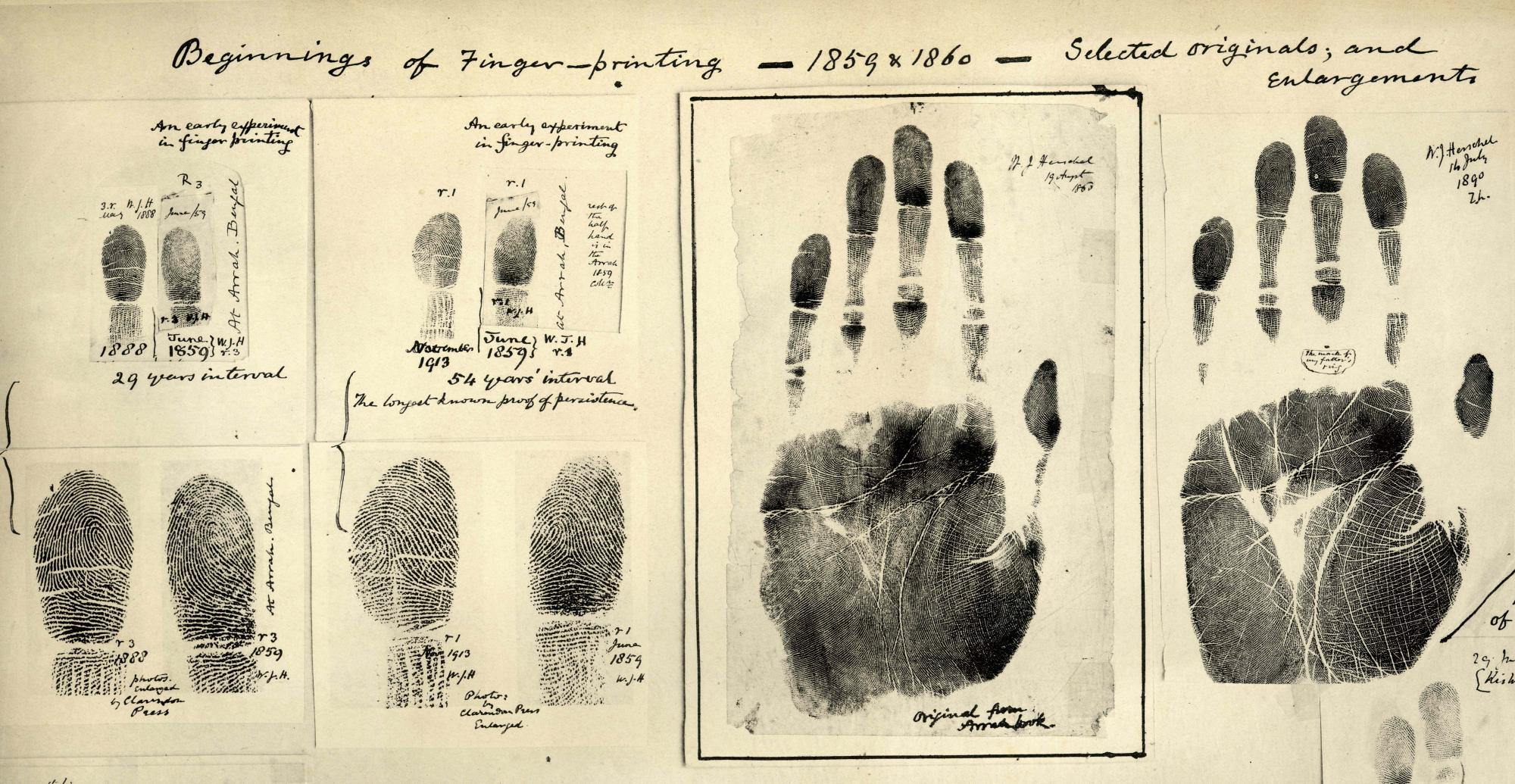
اثر انگشت که توسط ویلیام هرشل ۱۸۵۹/۶۰ گرفته شده است.

در سال ۱۸۷۷ در Hooghly (نزدیک کلکته)، هرشل استفاده از اثر انگشت را در قراردادها و بخشنامه‌های قانونی و بازنشستگان ترویج کرد تا از جمع‌آوری پول توسط بستگان پس از مرگ یک بازنشسته جلوگیری کند.

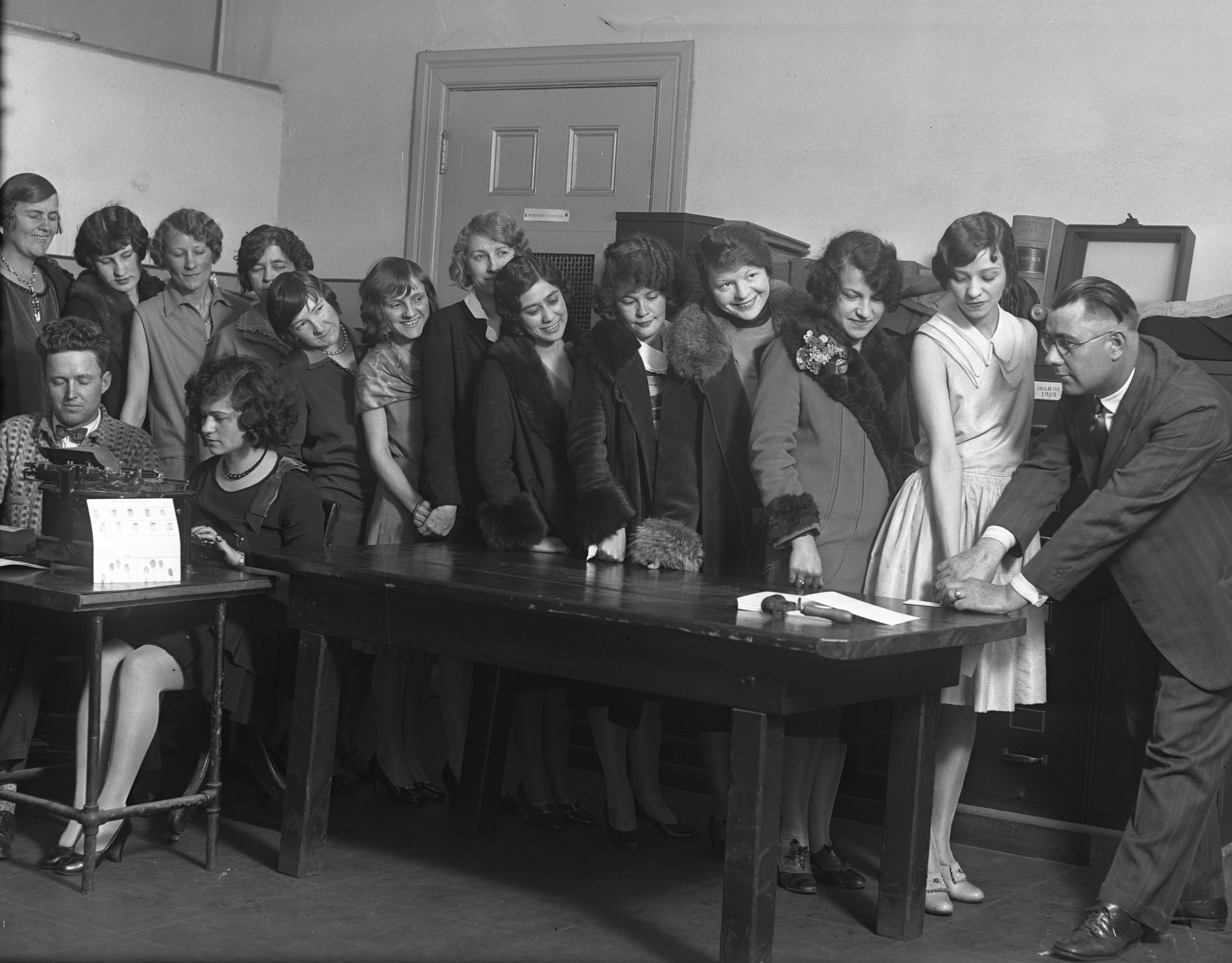
زنان شاغل اداری در اداره پلیس لس‌آنجلس در حال انگشت‌نگاری و عکس‌برداری در سال ۱۹۲۸.

### تست اولنوتی
آزمایش Uhlenhuth، یا آزمایش آنتی‌ژن آنتی‌بادی precipitin برای گونه‌ها، توسط پل Uhlenhuth در سال ۱۹۰۱ ابداع شد و می‌توانست خون انسان را از خون حیوانات متمایز کند. تست نشان دهنده یک پیشرفت بزرگ بود و اهمیت فوق‌العاده ای در علوم قانونی به دست آورد. این تست برای پزشکی قانونی توسط موریس مولر، مؤسسه سوئیس در دهه ۱۹۶۰، مورد اصلاح قرار گرفت.

### دی‌ان‌ای
تجزیه و تحلیل قضایی دی‌ان‌ای برای اولین بار در سال ۱۹۸۴ استفاده شد. این روش توسط Alec Jeffreys توسعه یافت. او متوجه شد که تغییرات در کد ژنتیکی می‌تواند برای شناسایی افراد و به اشتراک گذاشتن افراد از یکدیگر استفاده شود. اولین کاربرد پروتئین‌های دی‌ان‌ای توسط جفریز در حادثه دو قتل در شهر کوچک ناربورو در سال ۱۹۸۵ استفاده شد. یک دختر مدرسه ۱۵ ساله به نام لیندام مان، مورد تجاوز قرار گرفته و در بیمارستان روان‌پزشکی کارلتون هیز به قتل رسیده بود. پلیس مظنونی پیدا نکرد اما توانست یک نمونه مایع منی دریافت کند.

### بلوغ

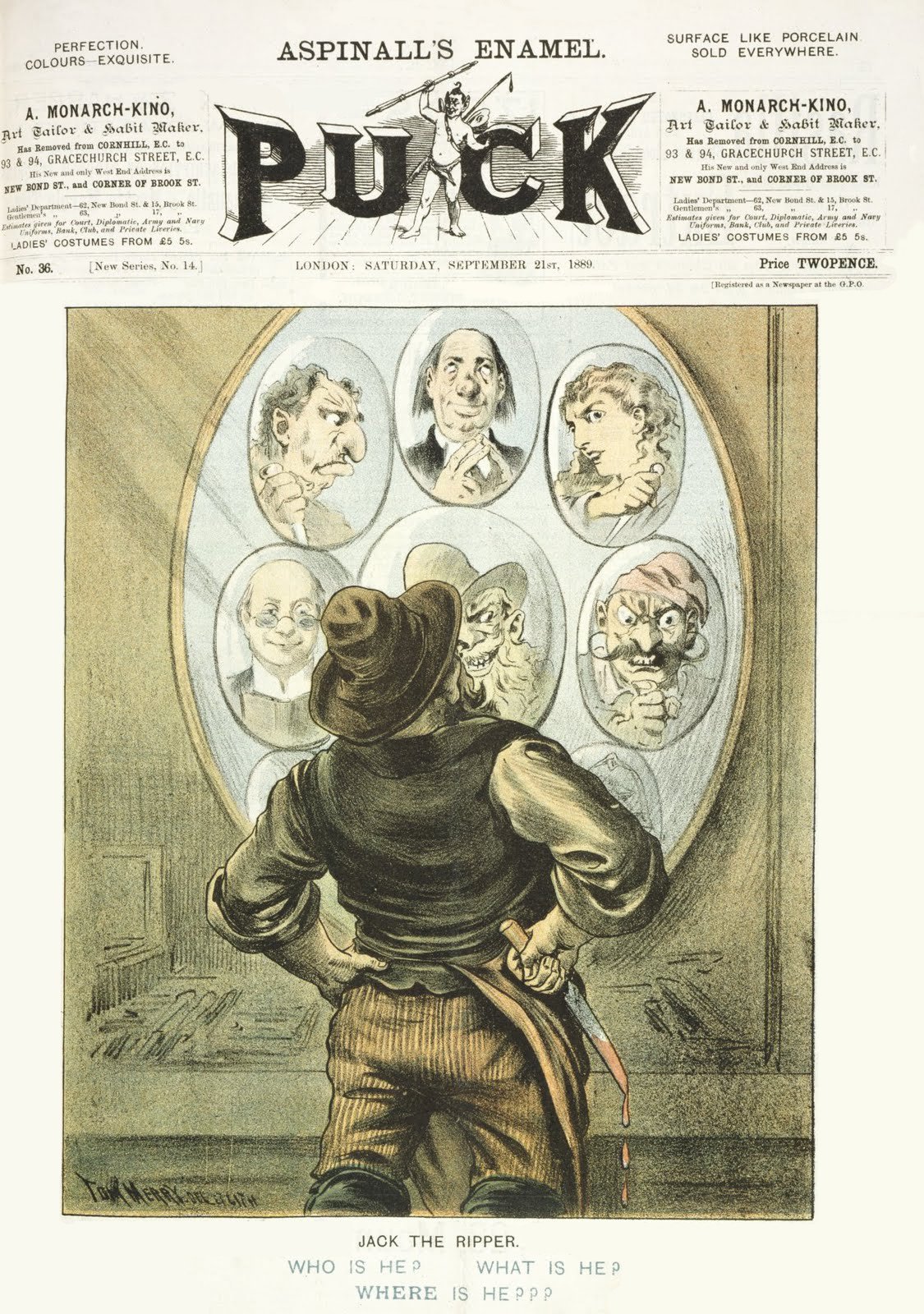
نمایش آخرین تکنیک‌های پزشکی قانونی در تلاش‌های پلیس برای شناسایی و دستگیری قاتل زنجیره‌ای جک قاتل.

با شروع قرن بیستم، علوم قانونی در زمینه تحقیقات جنایی به‌طور گسترده‌ای توسعه یافت. تحقیقات علمی و جراحی توسط پلیس متروپولیتن در طول پیگیری قتل‌های زنجیره ای جک راپر، که دهه ۱۸۸۰ تعدادی از روسپیان را کشته بود، به‌طور گسترده مورد استفاده قرار گرفت. این مورد، حوزه ای جدید در کاربرد علم پزشکی محسوب می‌شد. تیم‌های بزرگ پلیس تحقیقات خانه به خانه ای در سراسر Whitechapel انجام دادند. مواد قانونی جمع‌آوری و مورد بررسی قرار گرفت. مظنونان شناسایی و شناسایی شدند یا بیشتر مورد بررسی قرار گرفتند یا از تحقیق حذف شدند. کار پلیس امروز همان الگو را دنبال می‌کند. بیش از ۲۰۰۰ نفر مصاحبه شدند، «بیش از ۳۰۰ نفر» مورد بررسی قرار گرفتند و ۸۰ نفر بازداشت شدند.
این تحقیق در ابتدا توسط گروه تحقیقات جنایی (CID) انجام شد. بعدها، افسرانی از اداره مرکزی اسکاتلند یارد برای کمک رسانی فرستاده شدند. در ابتدا، قصابی‌ها، جراحان و پزشکان به علت شیوه ضرب و جرح مورد شک قرار گرفتند. موارد غیبت و حضور قصابی‌ها و کشتارگاه‌های محلی مورد بررسی قرار گرفت و نتیجه آن حذف برخی موارد از تحقیق بود.

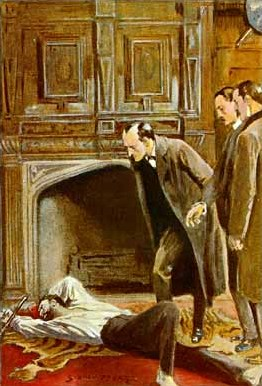
شرلوک هولمز، شخصیت داستانی محبوب، در استفاده از تجزیه و تحلیل قانونی، از دوره خود پیشی گرفت.

نشانه نمادین جدید پزشکی قانونی و استفاده از استدلال در کار کارآگاهی، شخصیت داستانی شرلوک هولمز، نوشته شده توسط آرتور کانن دویل در اواخر قرن نوزدهم بود. او برای علوم قانونی الهام بخش است، مخصوصاً به این دلیل که مطالعه حسی او در صحنه جرم، سرنخ‌های اندک به سلسله ای از حوادث ربط می‌داد. او از شواهد ردیابی مانند رد کفش و تایر، و همچنین اثر انگشت، مسیر حرکت گلوله و گرافولوژی، که در حال حاضر به عنوان معاینه اسناد سوژه شناخته می‌شود، استفاده زیادی کرد. چنین شواهدی برای تست نظریه‌های پلیس و کارآگاهان مورد استفاده قرار می‌گیرد. تمام تکنیک‌های حمایت شده توسط هولمز بعدها به واقعیت تبدیل شدند. در بسیاری از موارد گزارش شده، هولمز غالباً شکایت از این دارد که صحنه جرم توسط دیگران، به ویژه پلیس، دستکاری شده است، و این نشانه ضرورت حیاتی حفظ یکپارچگی بررسی صحنه جرم است. او از شیمی تجزیه برای تجزیه و تحلیل باقیمانده‌ها و همچنین بررسی سم‌شناسی و تعیین سم استفاده کرد. او از قواعد پرتابه با اندازه‌گیری کالیبر و تطابق آنها را با یک آلت قتاله استفاده می‌کرد

## شاخه‌ها

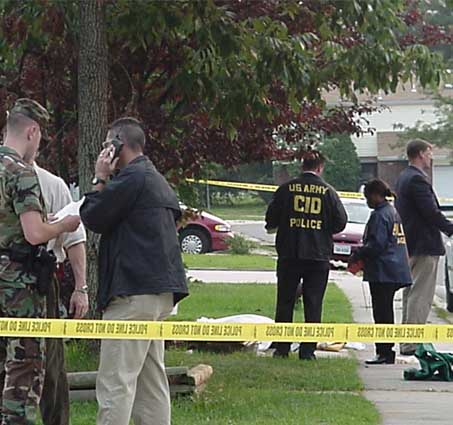
نمایندگان بخش تحقیقات جنایی ارتش ایالات متحده یک صحنه جرم را بررسی می‌کنند

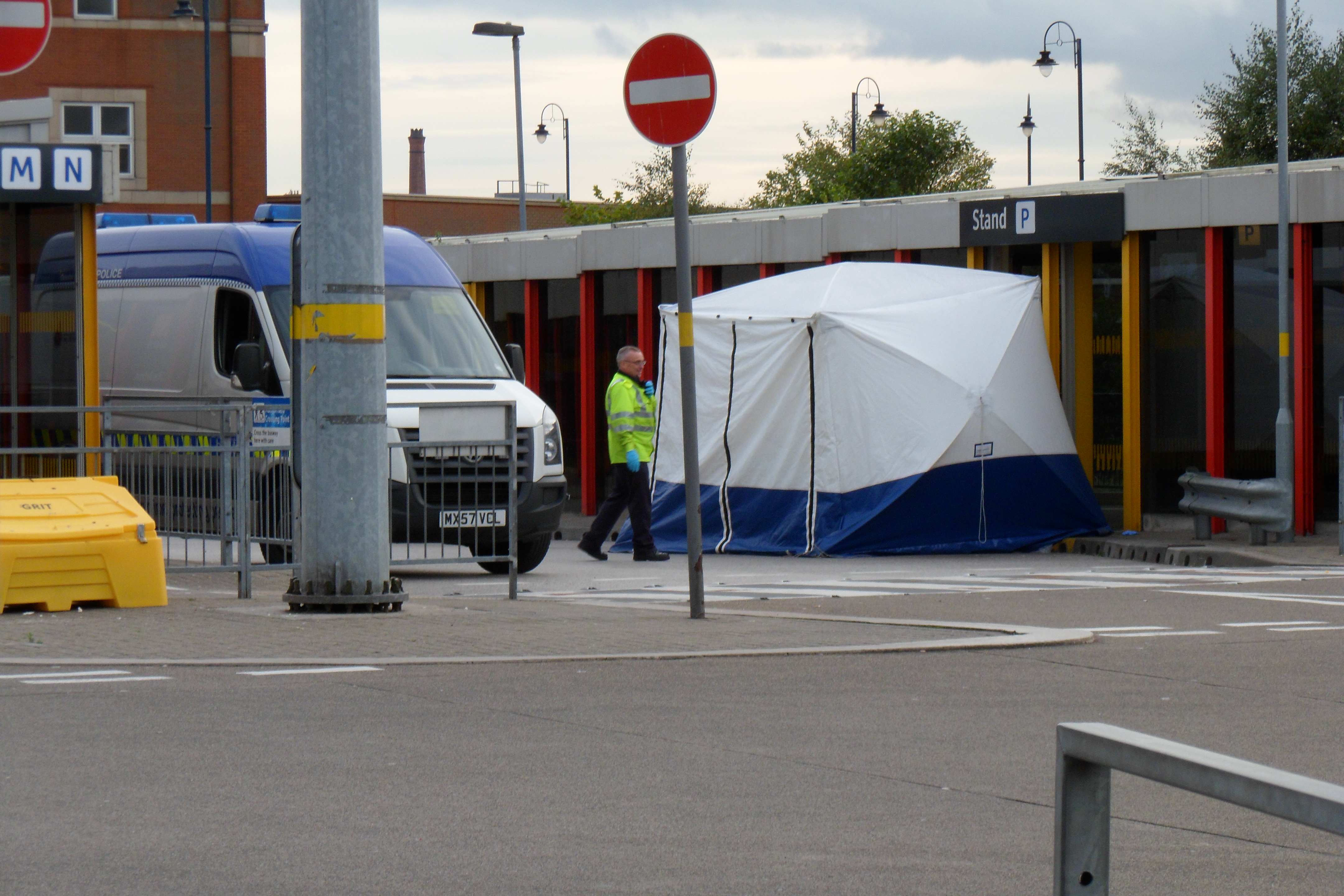
تحقیقات پلیس در اشتون-آندر-لاین، انگلستان، با استفاده از چادر برای محافظت از صحنه جرم

### زمین‌شناسی قانونی
زمین‌شناسی قانونی (Forensic geology) علم بررسی و مطالعه شواهد فیزیکی و خواص شیمیایی مربوط به مواد معدنی و رابطه آن‌ها با سایر شواهد یافت‌شده در زمین و محوطه مربوط به یک جرم است که برای پاسخ به سؤالات مطرح‌شده در سیستم حقوقی مورد استفاده قرار می‌گیرد.

### مهندسی حقوقی
مهندسی حقوقی (انگلیسی: Forensic engineering) یا مهندسی قانونی، شاخه کابردی علوم مهندسی در حقوق و تحقیقات حقوقی و دادگستری است، که در حوزه انجام تحقیقات فنی و مهندسی از دیدگاه حقوقی و قانونی، فعالیت می‌کند.

### مهندسی قانونی مواد
مهندسی قانونی مواد (انگلیسی: Forensic materials engineering) شاخه‌ای از مهندسی حقوقی است که به دنبال مدارک و شواهد بر اساس مواد و اشیاء به‌جامانده در وقوع جرم یا یم حادثه است. به‌طوری که یافتن عیب و ناکاملی‌های مواد و اشیاء به‌جامانده ممکن است علت وقوع حادثه را توضیح دهد، یا وجود ماده‌ای مشخص در محل حادثه، ارتکاب جرم را آشکار کند.

### علم دادگستری
علم دادگستری (انگلیسی: Litigation science) عبارت است از تجزیه و تحلیل یا داده‌های توسعه‌یافته یا تولیدشده برای استفاده در یک محاکمه در مقایسه با آنچه که در طول تحقیقات مستقل تولید شده است. این تمایز توسط دادگاه تجدیدنظر یالات متحده هنگام ارزیابی پذیرش کارشناسان صورت گرفت.

## آمارها
در سال ۲۰۱۴ در ایالات متحده بیش از ۱۴٬۵۰۰ کارشناس علوم قانونی وجود داشته است.

## کتابشناسی
- Anil Aggrawal's Internet Journal of Forensic Medicine and Toxicology.
- Forensic Magazine – Forensicmag.com.
- Forensic Science Communications, an open access journal of the FBI.
- Forensic sciences international – An international journal dedicated to the applications of medicine and science in the administration of justice – ISSN 0379-0738 – Elsevier
- International Journal of Digital Crime and Forensics
- "The Real CSI", PBS Frontline documentary, 17 April 2012.
- Baden, Michael; Roach, Marion. Dead Reckoning: The New Science of Catching Killers, Simon & Schuster, 2001. شابک ‎۰−۶۸۴−۸۶۷۵۸−۳.
- Bartos, Leah, "No Forensic Background? No Problem", ProPublica, 17 April 2012.
- Guatelli-Steinberg, Debbie; Mitchell, John C. Structure Magazine no. 40, "RepliSet: High Resolution Impressions of the Teeth of Human Ancestors".
- Haag, Michael G.; Haag, Lucien C. (2011). Shooting Incident Reconstruction: Second Edition. New York: Academic Press. ISBN 978-0-12-382241-3.
- Holt, Cynthia. Guide to Information Sources in the Forensic Sciences Libraries Unlimited, 2006. شابک ‎۱−۵۹۱۵۸−۲۲۱−۰.
- Jamieson, Allan; Moenssens, Andre (eds). Wiley Encyclopedia of Forensic Science John Wiley & Sons Ltd, 2009. شابک ‎۹۷۸−۰−۴۷۰−۰۱۸۲۶−۲. Online version[پیوند مرده].
- Kind, Stuart; Overman, Michael. Science Against Crime Doubleday, 1972. شابک ‎۰−۳۸۵−۰۹۲۴۹−۰.
- Lewis, Peter Rhys; Gagg Colin; Reynolds, Ken. Forensic Materials Engineering: Case Studies CRC Press, 2004.
- Nickell, Joe; Fischer, John F. Crime Science: Methods of Forensic Detection, University Press of Kentucky, 1999. شابک ‎۰−۸۱۳۱−۲۰۹۱−۸.
- Owen, D. (2000). Hidden Evidence: The Story of Forensic Science and how it Helped to Solve 40 of the World's Toughest Crimes Quintet Publishing, London. شابک ‎۱−۸۶۱۵۵−۲۷۸−۵.
- Quinche, Nicolas, and Margot, Pierre, "Coulier, Paul-Jean (1824–1890): A precursor in the history of fingermark detection and their potential use for identifying their source (1863)", Journal of forensic identification (Californie), 60 (2), March–April 2010, pp. 129–134.
- Silverman, Mike; Thompson, Tony. Written in Blood: A History of Forensic Science. 2014.
- Stanton G (2003). "Underwater Crime Scene Investigations (UCSI), a New Paradigm". In: SF Norton (ed). Diving for Science... 2003. Proceedings of the American Academy of Underwater Sciences (22nd annual Scientific Diving Symposium). Archived from the original on 27 July 2011. Retrieved 2008-06-18.
- Starr, Douglas (2011). The Killer of Little Shepherds: A True Crime Story and the Birth of Forensic Science. ISBN 978-0-307-27908-8.